# 徐宿菜
徐宿菜，为徐州、宿迁一带的地方菜，属于鲁菜系，为江苏菜四大派系之一。徐宿菜以“鲜咸辣”为主，兼具五味。

## 代表菜
- 霸王别姬
- 沛县鼋汁狗肉
- 彭城鱼丸
- 羊方藏鱼
- 东坡回赠肉